# Gerrit Adriaenszoon Berckheyde
Gerrit Adriaensz. Berckheyde (Haarlem, 1638 – 1698) è stato un pittore olandese.

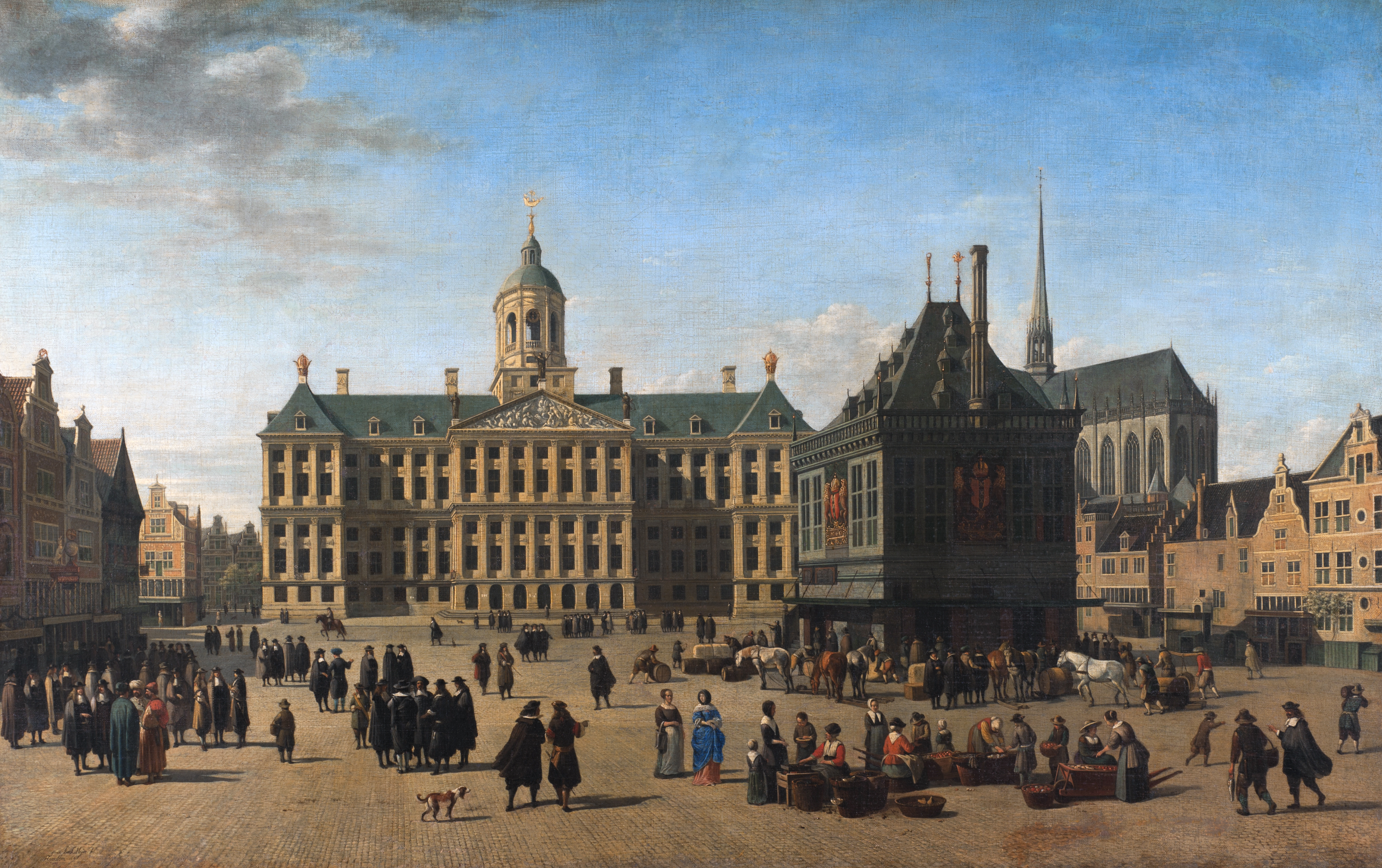
Piazza Dam ad Amsterdam, 1668. Olio su tela. 70 × 110 cm. Anversa, Koninklijk Museum voor Schone Kunsten

Fratello di Job Adriaenszoon Berckheyde, fu con van der Heyden il più noto pittore di architetture, autore di vedute di Amsterdam e Haarlem.

## Biografia
Fu allievo di Frans Hals e del fratello Job, cui dovette la sua formazione di pittore topografo. I due fratelli compirono insieme un viaggio in Germania, andando ad operare alla corte del principe palatino a Heidelberg. Gerrit non è meno preciso ed esatto del fratello, ma la sua tavolozza è più sfumata e la sua luce più fredda. L'armonia dei suoi grigi e dei suoi bruni possiede un bel rigore, talvolta con curiose tonalità malva e riesce quasi a far dimenticare la monotonia delle descrizioni topografiche troppo precise.

## Opere
- Interno della Grote Kerk a Haarlem, 1673, Londra, National Gallery
- Piazza del Mercato e la Grote Kerk a Haarlem, 1674, Londra, National Gallery
- Gran Piazza di Haarlem, Lione, Museo di Belle Arti
- Piazza del Mercato e municipio di Haarlem, 1691 circa, Londra, National Gallery
- Piazza Dam ad Amsterdam, 1668, Anversa, Koninklijk Museum voor Schone Kunsten
- Piazza Dam ad Amsterdam, Amsterdam, Rijksmuseum
- Piazza Dam ad Amsterdam, Londra, National Gallery
- Alcune Vedute di foreste, Amsterdam, Rijksmuseum
- Veduta della Spaarne a Haarlem, Certosa di Douai